# Dødsflugten
Dødsflugten è un cortometraggio muto del 1911 diretto da Eduard Schnedler-Sørensen.

## Produzione
Il film fu prodotto dalla Nordisk Film Kompagni.

## Distribuzione
In Danimarca, il film - un cortometraggio di 533 metri conosciuto anche con il titolo Nihilisternes Dødsflugt - fu distribuito dalla Nordisk Film Kompagni il 7 dicembre 1911.